# John Kelai
John Ekiru Kelai (né le 29 décembre 1976) est un athlète kényan spécialiste du marathon. 

## Carrière

### Palmarès
| Date | Compétition                 | Lieu      | Résultat | Performance     |
| ---- | --------------------------- | --------- | -------- | --------------- |
| 2003 | Marathon de Singapour       | Singapour | 1er      | 2 h 19 min 02 s |
| 2004 | Marathon de Bruxelles       | Bruxelles | 1er      | 2 h 10 min 59 s |
| 2004 | Marathon de Singapour       | Singapour | 4e       | 2 h 17 min 49 s |
| 2005 | Marathon de Enschede        | Enschede  | 1er      | 2 h 11 min 44 s |
| 2005 | Marathon d'Eindhoven        | Eindhoven | 4e       | 2 h 09 min 09 s |
| 2005 | Marathon de Singapour       | Singapour | 5e       | 2 h 16 min 58 s |
| 2006 | Marathon de Enschede        | Enschede  | 2e       | 2 h 12 min 05 s |
| 2006 | Marathon d'Eindhoven        | Eindhoven | 14e      | 2 h 18 min 37 s |
| 2007 | Marathon de Bombay          | Bombay    | 1er      | 2 h 12 min 30 s |
| 2007 | Marathon d'Ottawa           | Ottawa    | 4e       | 2 h 11 min 10 s |
| 2007 | Toronto Waterfront Marathon | Toronto   | 1er      | 2 h 09 min 30 s |
| 2008 | Marathon de Bombay          | Bombay    | 1er      | 2 h 12 min 22 s |
| 2008 | Toronto Waterfront Marathon | Toronto   | 5e       | 2 h 12 min 43 s |
| 2009 | Marathon de Bombay          | Bombay    | 3e       | 2 h 12 min 13 s |
| 2009 | Marathon de la Ruhr         | Essen     | 4e       | 2 h 11 min 15 s |
| 2009 | Marathon de Singapour       | Singapour | 4e       | 2 h 13 min 14 s |
| 2010 | Marathon de Enschede        | Enschede  | 1er      | 2 h 12 min 17 s |
| 2010 | Jeux du Commonwealth        | New Delhi | 1er      | 2 h 14 min 35 s |

### Records
Le tableau ci-dessous récapitule les records de John Kelai :
| Épreuve       | Performance     | Lieu       | Date              |
| ------------- | --------------- | ---------- | ----------------- |
| 15 kilomètres | 43 min 16 s     | Maastricht | 24 avril 2005     |
| Semi-marathon | 1 h 02 min 45 s | Remich     | 24 septembre 2006 |
| Marathon      | 2 h 09 min 09 s | Eindhoven  | 9 octobre 2005    |